# 倫尼克灣
70°6′S 161°20′E / 70.100°S 161.333°E
倫尼克灣（英語：Rennick Bay）是南極洲的海灣，是倫尼克冰川的終點，西面是貝洛索夫角，該海灣的東部由英國探險隊發現，以該國海軍的上尉命名。